# Chaval
Chaval este un oraș în statul Ceará (CE) din Brazilia.